# Maria Laly Carneiro Meignan
Maria Laly Carneiro Meignan (Mossoró, 1 de julho de 1937 – Paris, 12 de julho de 2016), foi uma médica, cientista e condessa franco-brasileira, exilada em França por conta da ditadura militar brasileira.
Oriunda de antiga família potiguar, foi a primeira mulher presa naquele estado (e no Nordeste) pela ditadura, quando ainda estudante de medicina, em 1964.

## Biografia
Era filha de José Benevides Carneiro e Luiza Amélia Gregório Carneiro.
Quando estudante integrou o movimento Ação Popular, o que levou-a à prisão em 1964 com o golpe militar. Conseguiu concluir a faculdade de medicina no ano seguinte e, forçada ao exílio, mudou-se para a França em 1966 onde, por não ter o seu diploma ali reconhecido, precisou novamente cursar a faculdade. Como exilada passou dificuldades por não ter trabalho nem dinheiro mas, a despeito disso, prestou vestibular e, quando procurava um apartamento para alugar, conheceu seu futuro marido que era proprietária do imóvel, vindo a se casar em 1967.
Em França se tornou neurocientista, chefiando o setor de neuro-reanimação do Hospital Sainte-Anne-Paris. Realizou diversos estudos que a tornaram reconhecida no meio científico europeu, e realizou trabalhos missionários em hospitais brasileiros.
Era mãe da atriz Laly Meignan, e de outros dois filhos. Em 2014 foi homenageada pela seccional potiguar da OAB por seu papel na luta pela democracia no Brasil.